# Kennerdell
Kennerdell är en så kallad census-designated place i Venango County i Pennsylvania. Vid 2010 års folkräkning hade Kennerdell 247 invånare.